# Regent (diamant)

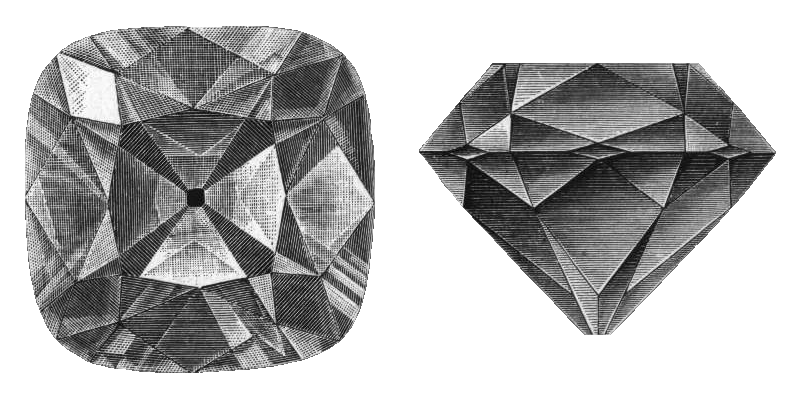
De Regent

De Regent is een diamant van 140,64 karaat. Deze werd in 1698 gevonden door een slaaf in een mijn in de omgeving van Golkonda (India). De slaaf hoopte hiermee rijk te worden en verstopte de nog ruwe diamant in een wond in zijn been. De slaaf zou zelf echter bestolen en vermoord worden. In 1701 kocht Thomas Pitt de diamant van een handelaar in Madras. De diamant wordt om deze reden ook wel de Pitt Diamond genoemd.
De steen kwam in 1717, via de Franse edelstenenhandelaar Jean-Baptiste Tavernier, in het bezit van de Franse Kroon, door toedoen van Filips van Orléans, regent van Frankrijk. De diamant werd later door koning Lodewijk XV van Frankrijk in zijn kroon gedragen en kwam daarna in het bezit van Lodewijk XVI. De diamant werd ook door Marie Antoinette gedragen. Tijdens de Franse Revolutie, in 1792, werd de diamant, samen met de Sancy en andere kroonjuwelen, gestolen. Teruggevonden in 1793, werd hij door de regering verpand om de oorlogvoering te betalen. Vervolgens werd hij teruggekocht door keizer Napoleon Bonaparte.
Tegenwoordig is de Regent te bezichtigen in het Louvre.